# ساليف سيسيه
ساليف سيسيه (بالألمانية: Salif Cissé)‏ هو لاعب كرة قدم ألماني في مركز الوسط، ولد في 17 يونيو 1994 في نوينكيرشن في ألمانيا. لعب مع سار 05 ساربروكن ‏.

## وصلات خارجية
- ساليف سيسيه على موقع قاعدة بيانات كرة القدم.إي يو (الإنجليزية)
- ساليف سيسيه على موقع بيانات كرة القدم. دي إي (الألمانية)
- ساليف سيسيه على موقع عالم كرة القدم.نت (الإنجليزية)